# Taekwondo aux Jeux olympiques d'été de 2000
Navigation
Athènes 2004
Aux Jeux olympiques de 2000, huit épreuves de taekwondo (quatre masculines et quatre féminines) voient 103 athlètes s'affronter.

## Tableau des médailles pour le Taekwondo
| Rang | Nation         | Or | Argent | Bronze | Total |
| ---- | -------------- | -- | ------ | ------ | ----- |
| 1    | Corée du Sud   | 3  | 1      | 0      | 4     |
| 2    | Cuba           | 1  | 1      | 0      | 2     |
| 3    | Australie      | 1  | 1      | 0      | 2     |
| 4    | États-Unis     | 1  | 0      | 0      | 1     |
| 4    | Grèce          | 1  | 0      | 0      | 1     |
| 4    | Chine          | 1  | 0      | 0      | 1     |
| 7    | Viêt Nam       | 0  | 1      | 0      | 1     |
| -    | Norvège        | 0  | 1      | 0      | 1     |
| -    | Allemagne      | 0  | 1      | 0      | 1     |
| -    | Espagne        | 0  | 1      | 0      | 1     |
| -    | Russie         | 0  | 1      | 0      | 1     |
| 12   | Taipei chinois | 0  | 0      | 2      | 2     |
| 13   | Turquie        | 0  | 0      | 1      | 1     |
| -    | Mexique        | 0  | 0      | 1      | 1     |
| -    | Japon          | 0  | 0      | 1      | 1     |
| -    | Iran           | 0  | 0      | 1      | 1     |
| -    | France         | 0  | 0      | 1      | 1     |
| -    | Canada         | 0  | 0      | 1      | 1     |

## Hommes

### Moins de 58 kg
| Médaille | Noms               | Pays           |
| -------- | ------------------ | -------------- |
| or       | Michail Mouroutsos | Grèce          |
| argent   | Gabriel Esparza    | Espagne        |
| bronze   | Chih-Hsiung Huang  | Taipei chinois |

### Moins de 68 kg
| Médaille           | Noms                 | Pays         |
| ------------------ | -------------------- | ------------ |
| Médaille d'or      | Steven Lopez         | États-Unis   |
| Médaille d'argent  | Sin Joon-sik         | Corée du Sud |
| Médaille de bronze | Hadi Saei Bonehkohal | Iran         |

### Moins de 80 kg
| Médaille | Noms                          | Pays      |
| -------- | ----------------------------- | --------- |
| or       | Ángel Matos                   | Cuba      |
| argent   | Faissal Ebnoutalib            | Allemagne |
| bronze   | Victor Manuel Estrada Garibay | Mexique   |

### Plus de 80 kg
| Médaille | Noms           | Pays         |
| -------- | -------------- | ------------ |
| or       | Kim Kyong-hun  | Corée du Sud |
| argent   | Daniel Trenton | Australie    |
| bronze   | Pascal Gentil  | France       |

## Femmes

### Moins de 49 kg
| Médaille | Noms           | Pays           |
| -------- | -------------- | -------------- |
| or       | Lauren Burns   | Australie      |
| argent   | Urbia Melendez | Cuba           |
| bronze   | Chi Shu-Ju     | Taipei chinois |

### Moins de 57 kg
| Médaille | Noms           | Pays         |
| -------- | -------------- | ------------ |
| or       | Jung Jae-eun   | Corée du Sud |
| argent   | Trần Hiếu Ngân | Viêt Nam     |
| bronze   | Hamide Bikcin  | Turquie      |

### Moins de 67 kg
| Médaille | Noms            | Pays         |
| -------- | --------------- | ------------ |
| or       | Lee Sun-hee     | Corée du Sud |
| argent   | Trude Gundersen | Norvège      |
| bronze   | Yoriko Okamoto  | Japon        |

### Plus de 67 kg
| Médaille | Noms               | Pays   |
| -------- | ------------------ | ------ |
| or       | Chen Zhong         | Chine  |
| argent   | Natalia Ivanova    | Russie |
| bronze   | Dominique Bosshart | Canada |